# Cerro Colorados
Cerro Colorados är ett berg i Chile på gränsen till Argentina. Det ligger i den nordöstra delen av landet. Toppen på Cerro Colorados är 6 080 meter över havet, eller 1 280 meter över den omgivande terrängen.
Den högsta punkten i närheten är Cerro Vallecito, 6 168 meter över havet, sydost om Cerro Colorados.
Trakten runt Cerro Colorados är ofruktbar med lite eller ingen växtlighet.